# Флорисзон, Питер
Питер Флорисзон (нидерл. Pieter Florisse; 1602 — 8 ноября 1658) — нидерландский адмирал XVII века. Его имя часто упоминалось как Флориссен или Флорисс. Настоящая фамилия Блом в книгах по истории обычно опускается.
О рождении Питера Флорисзона известно мало. Традиционно, как правило, называют в 1606 год, который был указан в 1662 году на его посмертном портрете. Однако, вполне вероятно, что он является человеком, который был сыном Флориса Хендриксона Блома, родившимся в 1602 году. Был женат на Лидевей Беркхаут, которая была наследницей известной регентской династии Тединг ван Беркхаут, и была, таким образом, родственницей Мартена Тромпа.

## Биография
О ранней карьере Флорисзона известно мало. Вероятно, он был капитаном в торговом флоте Западной Фрисландии. В 1641 году он, живя в Монниккендаме, был назначен капитаном экспедиционного флота под командованием вице-адмирала Артуса Гейзелса ван Лира, чтобы помочь португальцам в их восстании против Испании. В составе того же флота был и де Рюйтер, временно назначенный контр-адмиралом, и как цитируют источники, Флорисзон знал его по встрече в Карибском море в 1640 году. Корабль Флорисзона «Gouden Leeuw» при встрече с испанским флотом у Кадиса был необратимо повреждён. В январе 1642 года голландские экспедиционные силы вернулись домой.
В 1644 году Флорисзон стал экстраординарным капитаном Адмиралтейства Западной Фрисландии; на самом деле он им был не более чем на время призыва, который организовывался единовременно для расширения действующего флота под конкретную цель. В 1647 году командовал двумя кораблями, которые Монниккендам в том году передал флоту Западной Фрисландии. В 1652 году разразилась Первая англо-голландская война и появились большие возможносто для карьеры. В том году он был назначен капитаном и с 15 мая почти сразу же был задействован в качестве исполняющего обязанности контр-адмирала и командира эскадры, по-видимому, только из-за старшинства, поскольку он был старшим из имевшихся на тот момент капитанов. В сражении у мыса Дандженесс Флорисзон действовал в качестве командира эскадры, будучи на корабле, отремонтированном после шторма в августе. В 1653 году выступал в качестве исполняющего обязанности вице-адмирала эскадры в Портлендском сражении на «Monnickendam» (36 пушек), на корабле, капитаном которого был с 1651 года; мачты его корабля были отстрелены, и после того, как английский флот начал преследование, позволил отбуксировать корабль на Тексель. За свою храбрость — в первый день битвы он повёл свой корабль в нападение на авангард адмиралов Уильяма Пенна и Роберта Блейка, с целью взять их на абордаж — он был награждён Генеральными штатами почётной золотой цепью. Во время сражения при Габбарде и сражения при Схевенингене он был командиром эскадры на Monnickendam. В том бою он вступил в дуэль с Andrew контр-адмирала Томас Грейвса, который был убит в бою.
11 ноября 1653 года был назначен вице-адмиралом Адмиралтейства Западной Фрисландии, который был самым высоким рангом в Адмиралтействе. В декабре умерла его вторая жена. В январе 1654 года он переехал в Хорн по просьбе городского совета этого города. В августе 1654 года он женился во второй раз.
В июне 1656 года Флорисзон присоединяется к экспедиции против Швеции с целью снятия блокады с Данцига. В 1657 году он входил в состав флота, который в ходе голландско-португальской войны блокировал побережье Португалии.

## После смерти

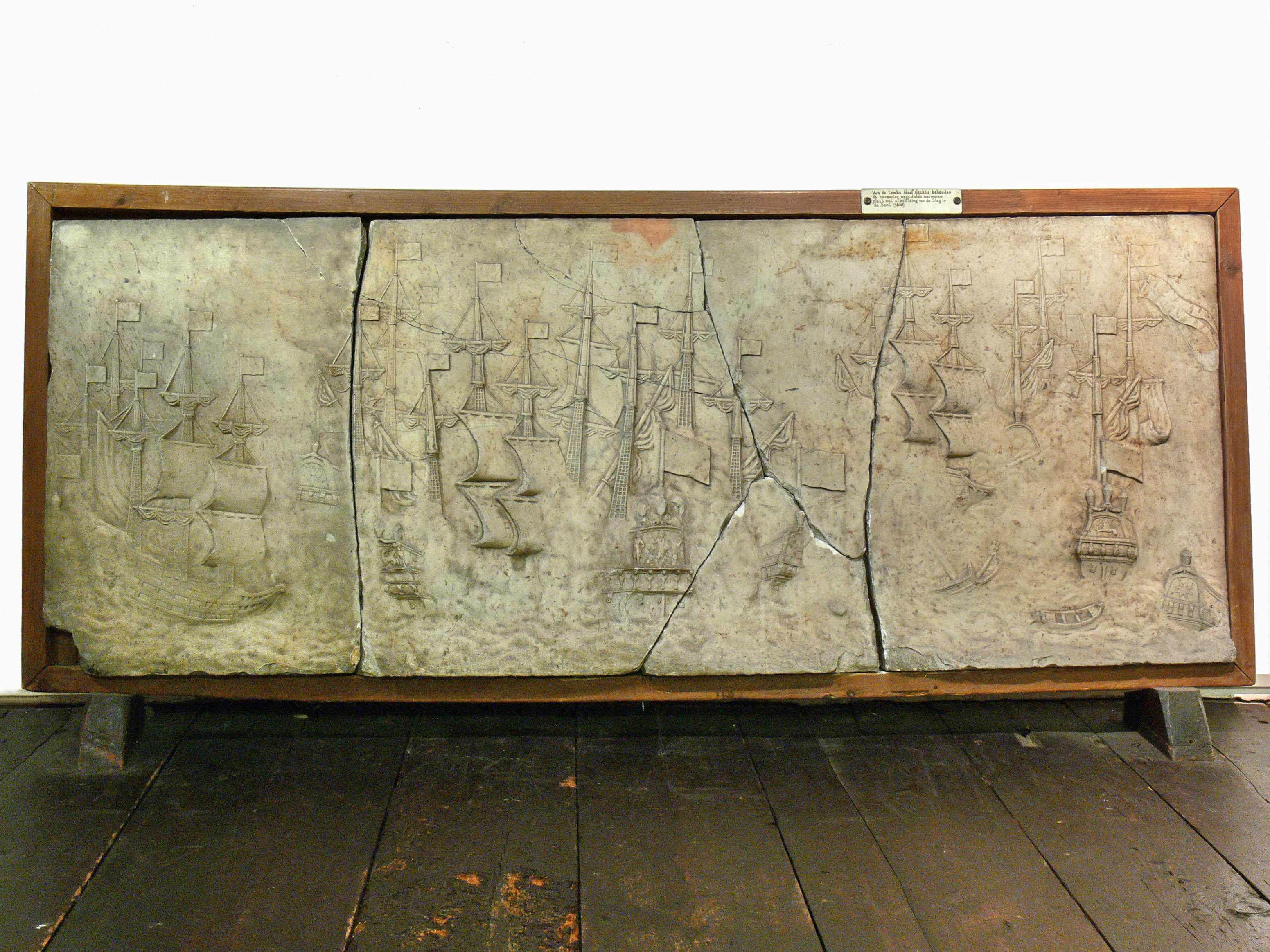
Фрагменты гробницы Питера Флорисзона

8 ноября 1658 года он был убит во время освобождения Копенгагена в качестве командира арьергарда на Jozua в сражении в Эресунне против шведов. Его тело было забальзамировано и передано датчанами с большими почестями. 8 ноября 1659 года состоялись государственные похороны в Гроте Керк в Хорне, где позже была возведена мраморная гробница, произведение Питера ван Кампфорта, которая в значительной степени будет утрачена во время пожара в 1838 году. Мраморное покрытие и деревянная крышка гроба сохранились, они находятся в коллекции Западно-фризского музея. Флорисзона сменил Ян Меппел; его вдова получила единовременное пособие в размере 3000 гульденов.
В 2010 году на доме, где жил Флорисзон в Монниккендаме, поставили памятную доску. Официально это было празднование 655-летия городских прав, но таким образом Флорисзон также был удостоен памяти как житель города.